# Himalayawachtel
Die Himalayawachtel (Ophrysia superciliosa), auch Hangwachtel genannt, ist eine Art der Familie der Fasanenartigen. Sie ist die einzige Art ihrer Gattung und kommt ausschließlich im Himalaya vor. Die Himalayawachtel wurde letztmals im 19. Jahrhundert gesichtet, so dass sie vermutlich ausgestorben ist.

## Erscheinungsbild
Die Himalayawachtel erreicht eine Körperlänge von 25 Zentimetern. Die Weibchen sind etwas kleiner. 
Beim adulten Männchen ist die Stirn weiß mit einer schwarzen Umrahmung. Die Kopfseiten, das Kinn und die Kehle sind schwarz. Vor und hinter den Augen befinden sich kleine weiße Flecken. Der Oberkopf ist braungrau mit schwarzen schmalen Längsstreifen. Das Körpergefieder ist braungrau mit gleichmäßigen schwarzen Längsstreifen. Die Flügel sind braun und etwas heller als das Körpergefieder. 
Das Weibchen ist etwas heller als das Männchen. Stirn, Kehle und Ohrflecken sind blass zimtgrau. Kleine weiße Flecken finden sich auch bei ihr hinter und vor den Augen. Hals und Körperoberseite sind rötlich braun mit auffälligen dreieckigen Flecken. Die Körperunterseite ist zimtgrau.
Die Füße sind kurz und kräftig; Sporen fehlen. Die Körperfedern sind lang und lanzettförmig und gleichen darin dem Blutfasan. Der Schnabel ist sehr kräftig, der Schwanz besteht aus zehn Federn, die am Ende gerundet sind. 

## Verbreitungsgebiet und Lebensraum
Das Verbreitungsgebiet der Himalayawachtel ist Nordindien. Sie wurde an drei Stellen im Norden von Uttar Pradesh beobachtet. Die letzte Beobachtung wird auf das Jahr 1890 datiert. Die wenigen Museumsbälge wurden alle in den trockenen Wintermonaten November bis Januar gesammelt, was möglicherweise darauf zurückzuführen ist, dass es sich um nicht brütende Vögel handelte, die aus höher liegenden Regionen weiter nördlich zugewandert waren. Ihre relativ kleinen Flügel lassen jedoch nicht vermuten, dass es sich um Langstreckenzieher handelt. Die Region, aus dem die Museumsbälge stammen, erfuhr während der letzten 150 Jahre drastische Veränderungen. Intensive Weidewirtschaft hat hier dazu geführt, dass die Grashänge überweidet sind und diese Art sich vermutlich deshalb hier nicht mehr halten konnte. Es werden jedoch aus dem Osthimalaya von nicht bestätigten Sichtungen von Hühnervögeln berichtet, die der Himalayawachtel gleichen, so dass es noch eine Möglichkeit gibt, dass Restpopulationen existieren.

## Lebensweise
Offenbar lebt die Himalayawachtel in kleinen Trupps von sechs bis zwölf Individuen. Sie hält sich bevorzugt in dichtem Unterholz und steilen Hängen auf. Beobachter beschrieben sie als scheu und wachsam und nur ungern auffliegend. Sicher ist, dass die Art sich unter anderem von Grassamen ernährt.

## Belege

### Einzelbelege
1. ↑   Madge et al., S. 251
2. ↑   Madge et al., S. 252